# Billabong

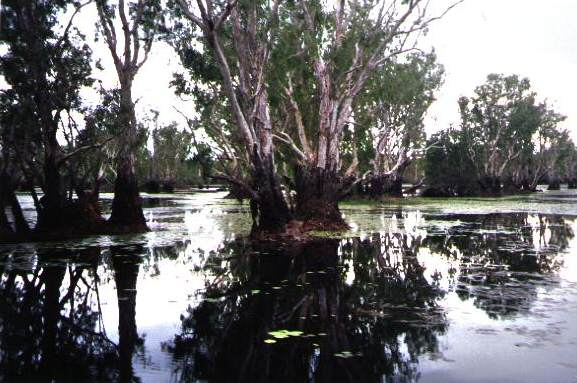
Yellow Water, Kakadu Nemzeti Park, Északi Terület

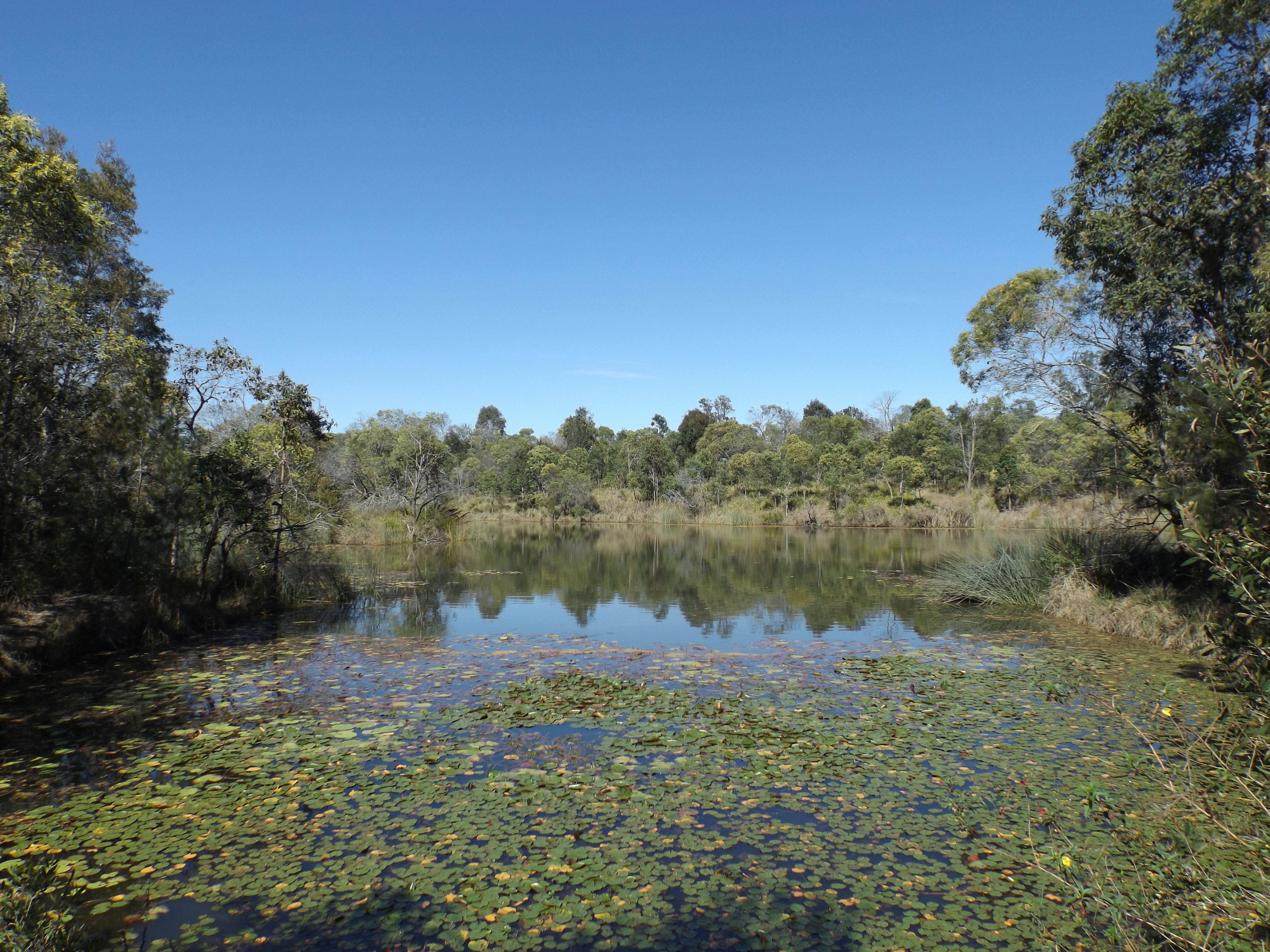
Berrinba vizes élőhely, Queensland

A billabong ausztrál angol szó, a jelentése holtág. Az ausztrál őslakók nyelvéből származik: billa jelentése patak, bong pedig halottat jelent.
Emellett billabong az egyik nemzetközileg legismertebb ausztrál szó, jellegzetes ausztrál földrajzi jelenség, amellyel az Ausztráliába látogatók, illetve az ausztrál irodalommal ismerkedők nagyon gyakran találkoznak. Más víznyerőhelyek (waterhole) mellett gyakorta nevesítve megjelennek az őslakos mitológia álomidőbeli történeteiben és a dalvonalakban.
Ennek egyik oka, hogy a billabong népszerű márkanév, a Billabong International vállalat szörfruházati termékeire utal, illetve így nevezik a perth-i Peter's Company pálcikás jégkrémét is.
A másik ok, hogy bár az angolnak van saját szava a holtágra, a betelepülők mégis az őslakos nyelvből származó szót vették át, és a billabong az ausztrál irodalom 19. századi kezdeteinek egyik gyakran használt szava lett. Ez az irodalom jórészt a bozótballada nevű, az ausztrál vidéken kifejlődött egyedi műfajból nőtt ki.
E műfaj leghíresebb képviselője Banjo Paterson. Az ő műve a talán legismertebb bozótballada, a Waltzing Matilda, amely Ausztrália legszélesebb körben ismert dalává vált. A billabong szó a vers nyitósorában szerepel („Once a jolly swagman camped by a billabong…”).

## Fordítás
Ez a szócikk részben vagy egészben  a   Billabong című angol Wikipédia-szócikk ezen változatának fordításán alapul.  Az eredeti cikk szerkesztőit annak laptörténete sorolja fel. Ez a jelzés csupán a megfogalmazás eredetét és a szerzői jogokat jelzi, nem szolgál a cikkben szereplő információk forrásmegjelöléseként.